# العركي
العركي إحدى قرى فرشوط التابع محافظة قنا بجمهورية مصر العربية. حسب إحصاءات سنة 2006، بلغ إجمالي السكان في العركي 15661 نسمة، منهم 7866 رجل و7795 امرأة.